# 山口儀三郎
山口 儀三郎（やまぐち ぎさぶろう、1889年（明治22年）11月26日 - 1972年（昭和47年）12月13日）は、日本の海軍軍人。最終階級は海軍中将。位階勲等は正四位勲一等。

## 経歴
広島県出身。1912年（明治45年）7月、海軍兵学校第40期を卒業し、1913年（大正2年）12月、海軍少尉に任官。その後、海軍水雷学校高等科を卒業し、第一遣外艦隊司令部附兼参謀、「日進」分隊長、海軍水雷学校教官兼分隊長などを歴任。1924年（大正13年）12月、海軍少佐に進級し、海軍大学校甲種第24期学生となる。1926年（大正15年）12月に長門通信長兼分隊長に就任し、1927年（昭和2年）12月、高松宮宣仁親王附武官兼八雲乗組となった。以後、第1艦隊参謀兼連合艦隊参謀、海軍兵学校生徒隊監事兼教官などを歴任した。
1933年（昭和8年）11月15日、海軍大佐進級と同時に横須賀鎮守府附となり、同年12月20日に海軍通信学校教頭に着任。1935年（昭和10年）11月に「大井」艦長に転じ、1936年（昭和11年）12月に海軍省教育局第1課長、1938年（昭和13年）11月に「伊勢」艦長、1939年（昭和14年）11月1日に兼「扶桑」艦長と歴任した。同年11月25日、海軍少将進級と同時に海軍通信学校長に着任。1941年（昭和16年）11月に佐世保鎮守府参謀長兼通信部長に転じ、1942年（昭和17年）12月には第10特別根拠地隊司令官に就任し、シンガポールに出征。同地周辺の守備、警備に任じた。1943年（昭和18年）11月1日、海軍中将に進級して11月25日に軍令部出仕となり、1944年（昭和19年）1月に旅順方面特別根拠地隊司令官に着任。1945年（昭和20年）4月20日に鎮海警備府司令長官に就任し終戦を迎え、11月15日に海軍省出仕となり、11月30日に予備役に編入された。
1947年（昭和22年）11月28日、公職追放仮指定を受けた。

## 年譜
- 1912年（明治45年）7月17日 - 海軍兵学校卒業。宗谷乗組[2]
- 1913年（大正2年）
  - 5月1日 - 石見乗組[2]
  - 12月1日 - 海軍少尉[2]
- 1914年（大正3年）
  - 1月15日 - 待命[2]
  - 2月19日 - 富士乗組[2]
- 1915年（大正4年）
  - 1月25日 - 出雲乗組[2]
  - 12月13日 - 海軍中尉、海軍水雷学校普通科学生[2]
- 1916年（大正5年）
  - 6月1日 - 海軍砲術学校普通科学生[2]
  - 12月1日 - 千代田乗組[2]
- 1917年（大正6年）12月1日 - 橘乗組[2]
- 1918年（大正7年）12月1日 - 海軍大尉、海軍水雷学校高等科学生[2]
- 1919年（大正8年）12月1日 - 檜乗組[2]
- 1920年（大正9年）8月23日 - 第一遣外艦隊司令部附兼参謀[2]
- 1921年（大正10年）12月1日 - 佐世保鎮守府附[2]
- 1922年（大正12年）
  - 9月30日 - 日進分隊長[2]
  - 11月20日 - 海軍水雷学校教官兼分隊長[2]
- 1923年（大正13年）12月1日 - 海軍少佐、海軍大学校甲種学生[2]
- 1925年（大正15年）12月1日 - 長門通信長兼分隊長[2]
- 1927年（昭和2年）12月1日 - 高松宮宣仁親王附武官兼八雲乗組[2]
- 1929年（昭和4年）
  - 2月1日 - 免兼、兼榛名乗組[2]
  - 9月18日 - 免兼、軍令部出仕[2]
  - 11月30日 - 海軍中佐[2]
- 1930年（昭和5年）
  - 4月26日 - 第1艦隊参謀兼連合艦隊参謀[2]
  - 12月1日 - 横須賀鎮守府附[2]
- 1931年（昭和6年）
  - 1月10日 - 軍令部出仕[2]
  - 2月10日 - 欧米出張[2]
  - 10月29日 - 帰朝[2]
  - 12月1日 - 海軍兵学校生徒隊監事兼教官[2]
- 1933年（昭和8年）
  - 11月15日 - 海軍大佐、横須賀鎮守府附[2]
  - 12月20日 - 海軍通信学校教頭[2]
- 1935年（昭和10年）11月15日 - 大井艦長[2]
- 1936年（昭和11年）12月1日 - 海軍省教育局第1課長[2]
- 1938年（昭和13年）11月15日 - 伊勢艦長[2]
- 1939年（昭和14年）
  - 11月1日 - 兼扶桑艦長[2]
  - 11月15日 - 海軍少将、海軍通信学校長[2]
- 1941年（昭和16年）10月10日 - 佐世保鎮守府参謀長兼通信部長[2]
- 1942年（昭和17年）12月2日 - 第10特別根拠地隊司令官[2]
- 1943年（昭和18年）
  - 11月1日 - 海軍中将[2]
  - 11月25日 - 軍令部出仕[2]
- 1944年（昭和19年）1月15日 - 旅順方面特別根拠地隊司令官[2]
- 1945年（昭和20年）
  - 4月20日 - 鎮海警備府司令長官[2]
  - 11月15日 - 海軍省出仕[2]
  - 11月30日 - 予備役[2]